# Salva (Bistrița-Năsăud)
Salva (ungarisch Szálva) ist eine Gemeinde im Kreis Bistrița-Năsăud in Rumänien.

## Lage
Salva liegt im Norden Siebenbürgens, etwa 6 km westlich der Kleinstadt Năsăud an der Einmündung des Flusses Sălăuța in den Großen Somesch.

## Geschichte
Salva wurde im Jahr 1245 erstmals urkundlich erwähnt.

## Bevölkerung
In der Gemeinde leben nahezu ausschließlich Rumänen. Bei der Volkszählung von 2002 bekannten sich von den damals 2972 Einwohnern vier zur ungarischen und einer zur deutschen Nationalität.

## Wirtschaft
In Salva gibt es Produktionsstätten für die Kunststoff- und Textilienfertigung.

## Verkehr
Durch Salva verläuft die Nationalstraße Drum național 17D, nach Norden zweigt die Nationalstraße Drum național 17C Richtung Sighetu Marmației ab.
Am südlichen Ortsende befindet sich der Bahnhof. Salva ist ein wichtiger Eisenbahnknotenpunkt im Norden Rumäniens. Hier verläuft die Bahnstrecke Beclean pe Someș–Rodna Veche, von der im Ort die Bahnstrecke Salva–Vișeu de Jos abzweigt.

## Sehenswürdigkeiten
- Hoch über Salva liegt, etwas außerhalb auf einem Berghang, das Kloster Izvorul Tămăduirii.

Kirche in der Ortsmitte
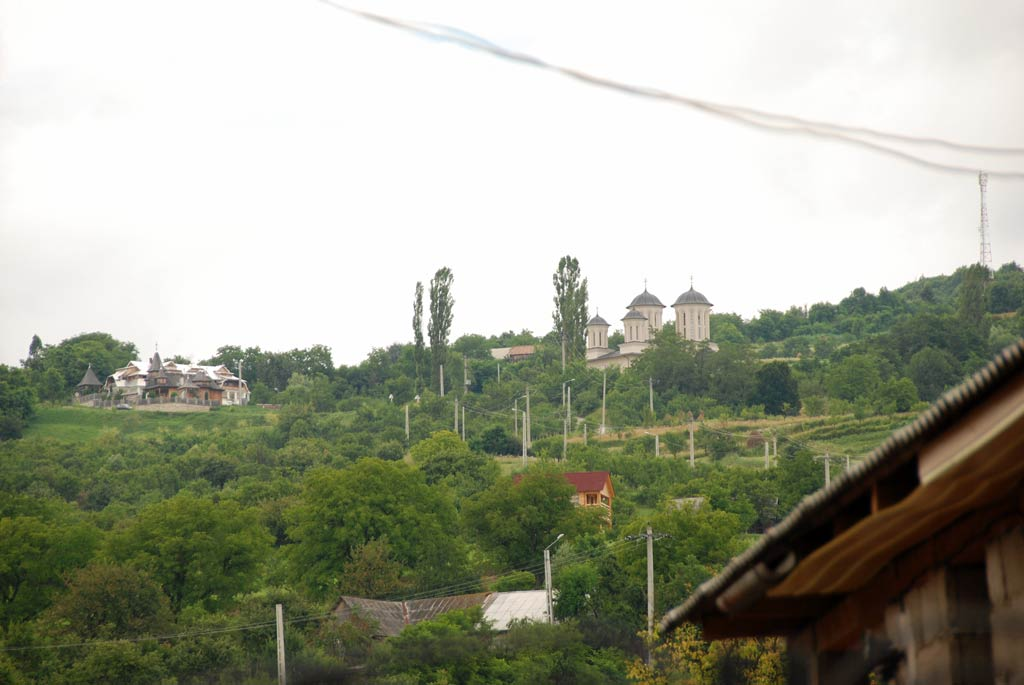
Blick auf das Kloster
Blick auf die Bahnhofsanlage. Links befindet sich der genutzte Bereich. Die Bahnstrecke Salva–Vișeu de Jos endet hier
Auf der rechten Seite der alte Bahnhof, der nicht mehr genutzt wird
Brunnen vor dem Bahnhofsgebäude

## Persönlichkeiten
- Tiberiu Morariu (1905–1982), Geograph, 1955 korrespondierendes Mitglied der Rumänischen Akademie.[5]